# Wiener Friedhöfe

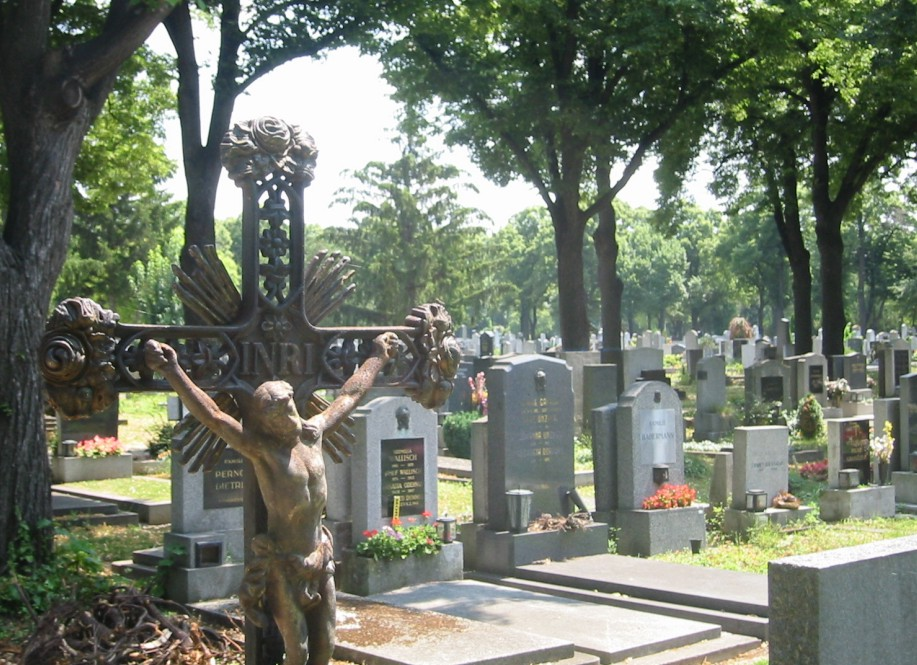
Gräberreihe auf dem Wiener Zentralfriedhof

Die Wiener Friedhöfe sind bestehende und ehemalige Friedhöfe im heutigen Stadtgebiet von Wien. Der mit Abstand größte unter ihnen ist der Wiener Zentralfriedhof.

## Geschichte

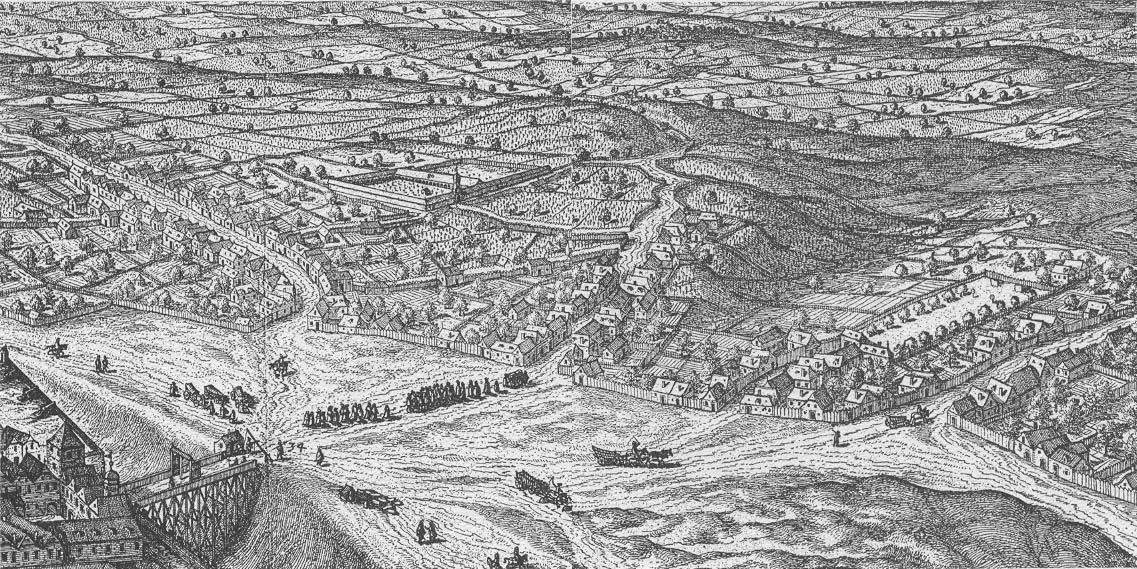
Der Alsergrund 1609: links die Alservorstadt mit dem dahinterliegenden Gottesacker

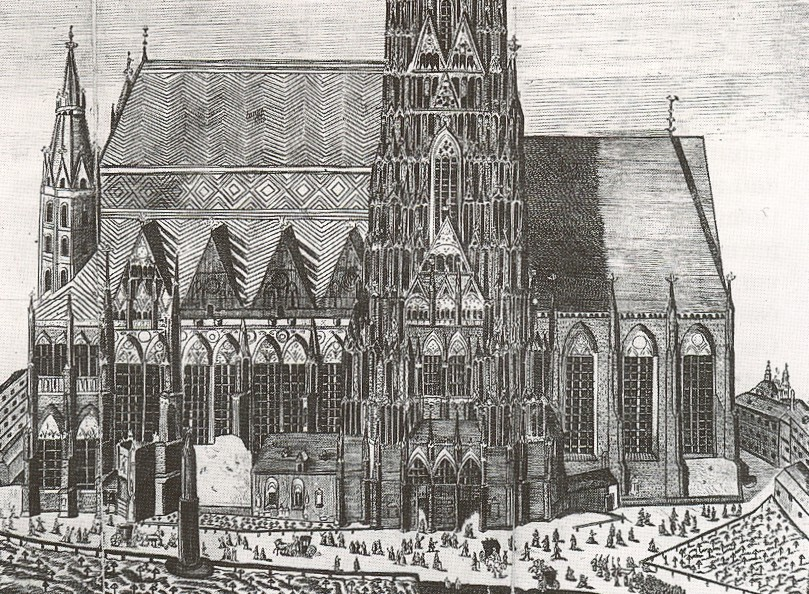
Um 1700: Friedhof um den Stephansdom

Ursprünglich wurden auch in Wien die Toten in der unmittelbaren Nähe zur Kirche bestattet. Diese mittelalterlichen „Freithöfe“, die rund um die Pfarrkirchen angelegt wurden, waren jedoch nicht nur Begräbnisstätten, sondern auch Orte des öffentlichen Lebens, auf denen auch gehandelt und gefeiert wurde. Der Name Freithof geht auf die Bedeutung „eingefriedeter Ort“ zurück. Später wurde der Begriff zum „Friedhof“ umgedeutet.
Freithöfe gab es zunächst rund um die Ruprechts- und die Peterskirche, später kamen Begräbnisstätten um die Pfarrkirchen St. Stephan, St. Michael und zu „Unserer Lieben Frau“ (Schottenstift) hinzu.
Bereits im 16. Jahrhundert gab es jedoch aus Platzmangel und hygienischen Gründen erste Bestrebungen, die Friedhöfe aus der heutigen Altstadt in die Vorstädte zu verlegen. Infolge der großen Opferzahlen, die die Pest forderte, mussten erstmals Friedhöfe außerhalb der Stadtmauern angelegt werden. Ein Beispiel dafür war etwa der Kaiserliche Gottesacker vor dem Schottentor (heute Campus der Universität Wien, Höfe 8 und 9), der ab 1561 angelegt und 1576 geweiht wurde. Die protestantischen Wiener ließen sich in der Folge hier bestatten und erhielten ab 1598 eine eigene Abteilung. Ein jüdischer Friedhof wurde erstmals 1629 in der Rossau, Seegasse 9–11, genannt.
Im Laufe des 18. Jahrhunderts wurden die Begräbnisstätten innerhalb der Wiener Stadtmauern geschlossen; lediglich die Benützung der Kirchengrüfte wurde weiterhin genehmigt, und selbstverständlich war die Kaisergruft unantastbar. Gegen Ende des 18. Jahrhunderts führte die von Kaiser Joseph II. im Zuge seiner Josephinischen Reformen erlassene Seuchen- und Hygieneverordnung zur Auflassung der Friedhöfe innerhalb des die Vorstädte umschließenden Linienwalls (der sich etwa entlang des heutigen Gürtels erstreckte). Die ehemaligen Friedhöfe wurden verbaut oder in Grünflachen umgewandelt. Auch die Bestattung in Kirchengrüften wurde nun mit Ausnahme der Kaisergruft, der Stephansgruft und des Salesianerklosters verboten. Seit diesen Reformen gibt es in den inneren Bezirken der Stadt keinen Friedhof mehr; einzige Ausnahme sind Reste des jüdischen Friedhofs in der Rossau.
Als Ersatz für die aufgelassenen Friedhöfe wurden 1784 außerhalb des Linienwalls fünf communale Friedhöfe angelegt, der Hundsturmer Friedhof, der Matzleinsdorfer Friedhof, der Währinger Friedhof, der Schmelzer Friedhof (statt eines ursprünglich in der Brigittenau geplanten Friedhofs) und der Sankt Marxer Friedhof. Dieser ist als einziger der fünf Friedhöfe erhalten geblieben und steht heute unter Denkmalschutz. Da auch der jüdische Friedhof in der Rossau für Belegungen gesperrt wurde, wurde außerhalb der Linien als Ersatz der Jüdische Friedhof Währing angelegt, der heute nicht mehr belegt wird.
Als Mitte des 19. Jahrhunderts aufgrund der wachsenden Einwohnerzahl Wiens abzusehen war, dass die Kommunalfriedhöfe bald an die Grenzen ihrer Kapazität stoßen würden, wurde von der Stadt Wien die Errichtung eines großen Friedhofs weit außerhalb der damaligen Stadtgrenzen geplant und 1869 beschlossen.
Der Wiener Zentralfriedhof zwischen den späteren Bezirksteilen Simmering und Kaiserebersdorf (seit 1892: 11. Bezirk) im Südosten der Stadt wurde 1874 eröffnet und war zu dieser Zeit der größte Friedhof Europas. Auf einem Teil des Areals (1. Tor) wurde ein jüdischer Friedhof errichtet, später kamen ein evangelischer (4. Tor, heute Eingang beim 3. Tor) und ein weiterer jüdischer Friedhof (5. Tor, heute 4. Tor) hinzu. Auf dem interkonfessionellen Hauptteil des Friedhofs (2. und 3. Tor) entstanden einige kleinere Friedhöfe bzw. Abteilungen verschiedener Glaubensgemeinschaften.
1881 wurde im Zentralfriedhof mit der Errichtung einer Ehrengräberanlage begonnen. Heute gibt es auf zahlreichen Wiener Friedhöfen von der Stadtverwaltung ehrenhalber gewidmete Gräber und solche, die, obwohl die Verstorbenen neuerdings eines Ehrengrabs nicht mehr für würdig erachtet werden, ihrer historischen Bedeutung wegen erhalten werden.
1922 wurde die Feuerhalle Simmering, das erste österreichische Krematorium, eröffnet, das der sozialdemokratische Bürgermeister Jakob Reumann gegen den Willen der katholischen Kirche und der christlichsozialen Bundesregierung durchgesetzt hatte. Die Feuerhalle Simmering und der angeschlossene Friedhof befinden sich auf ehemaligem Gartengrund des Schlosses Neugebäude in unmittelbarer Nachbarschaft zum Zentralfriedhof.
In der Nachkriegszeit wurde 1953 vom Gemeinderat die Schließung mehrerer kleinerer städtischer Friedhöfe bis zum Jahr 1975 beschlossen; es handelte sich um Friedhöfe der 1892 eingemeindeten Vororte Wiens (außerhalb des einstigen Linienwalls). 1975 wurden diese Schließungen um zehn Jahre verschoben, da in den betroffenen Stadtteilen emotionale Bindungen an diese Friedhöfe betont wurden.
1980 fand zum Thema, das sich als kontroversiell erwiesen hatte, eine Volksbefragung statt; die regierenden Sozialdemokraten wollten sich wegen der Friedhöfe nicht dem Volkszorn aussetzen. Sie betraf die Friedhöfe Altmannsdorf, Erlaa, Gersthof, Hadersdorf, Heiligenstadt, Hetzendorf, Hirschstetten, Kaiserebersdorf, Kalksburg, Lainz, Leopoldau, Meidling, Pötzleinsdorf, Siebenhirten, Stadlau und Stammersdorf Ort. Die Bevölkerung entschied sich mit klarer Mehrheit gegen die Auflassung.
Der Großteil der Wiener Friedhöfe wird heute von der Friedhöfe Wien GmbH verwaltet, einem Tochterunternehmen der stadteigenen Wiener Stadtwerke, das 2008 durch Ausgliederung der Magistratsabteilung 43 der Stadtverwaltung entstand.
Auf den 46 Wiener städtischen Friedhöfen befinden sich etwa 650.000 Grabstellen; mit den neun anderen Friedhöfen befinden sich in Wien rund 778.000 Grabstellen.

## Derzeit genutzte städtische Friedhöfe

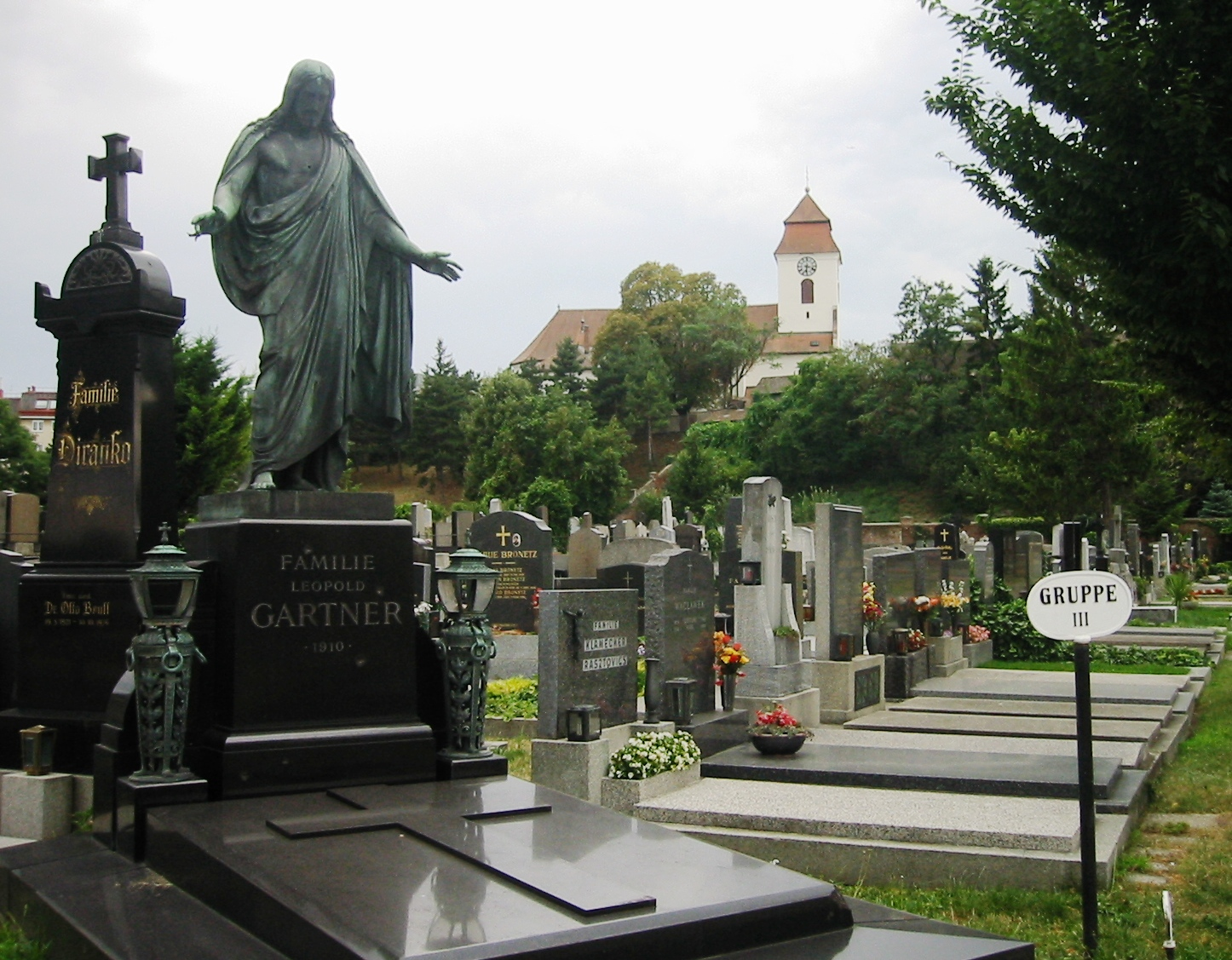
Simmeringer Friedhof, im Hintergrund die Pfarrkirche Altsimmering
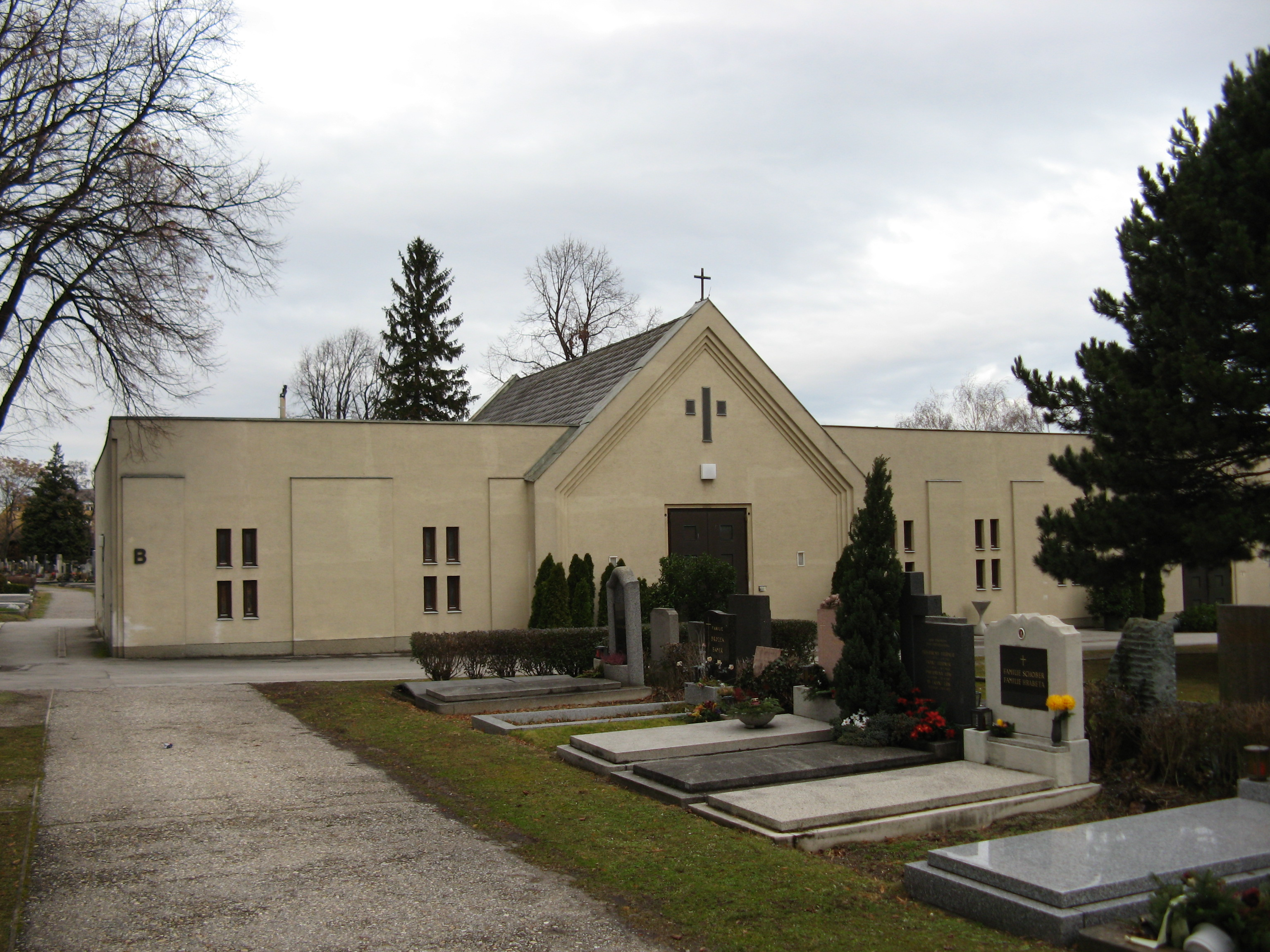
Aufbahrungshalle im Südwestfriedhof
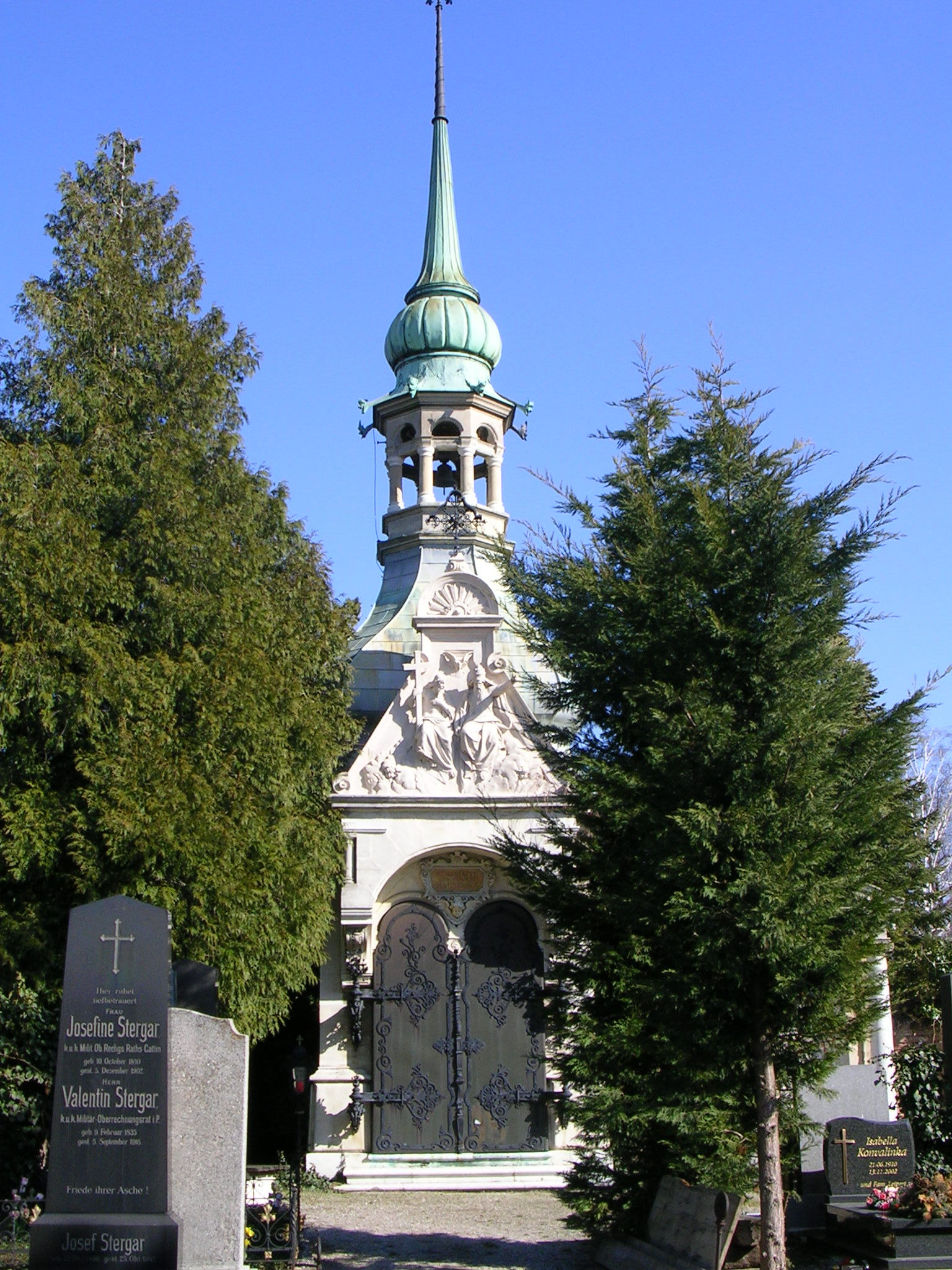
Grabmal im Pötzleinsdorfer Friedhof
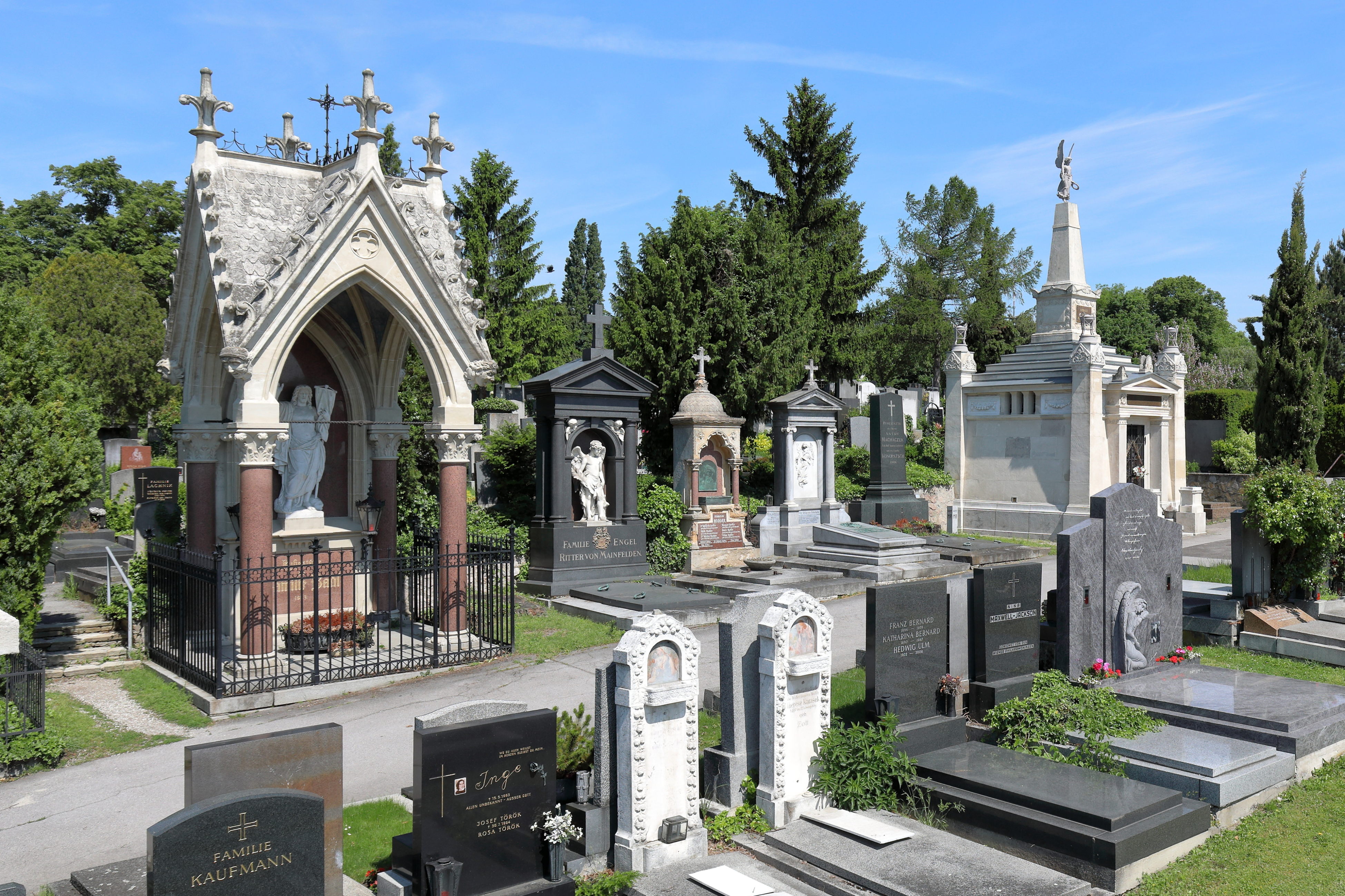
Alter Bereich des Grinzinger Friedhofs
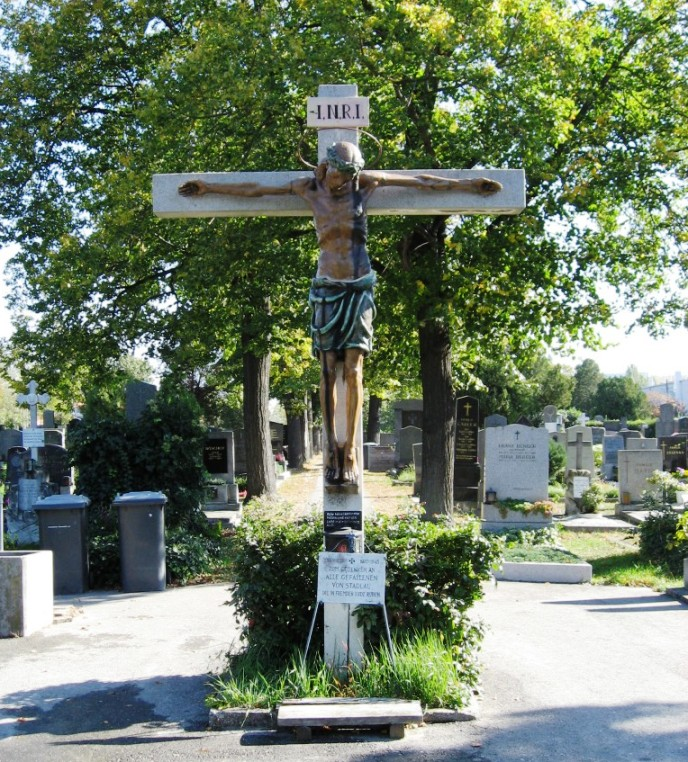
Stadlauer Friedhof
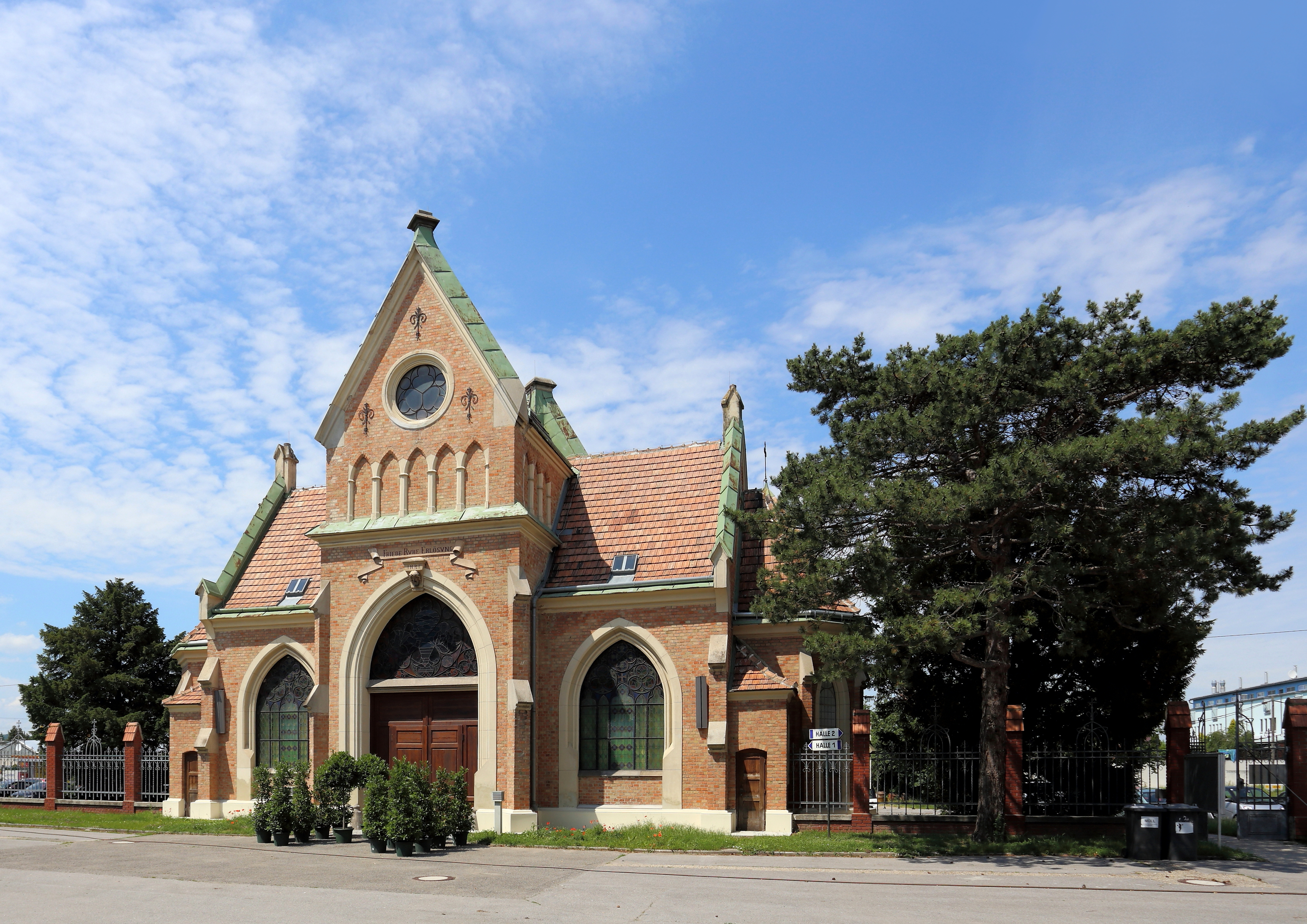
Aufbahrungshalle des Stammersdorfer Zentralfriedhofes mit über 20.000 Grabstellen
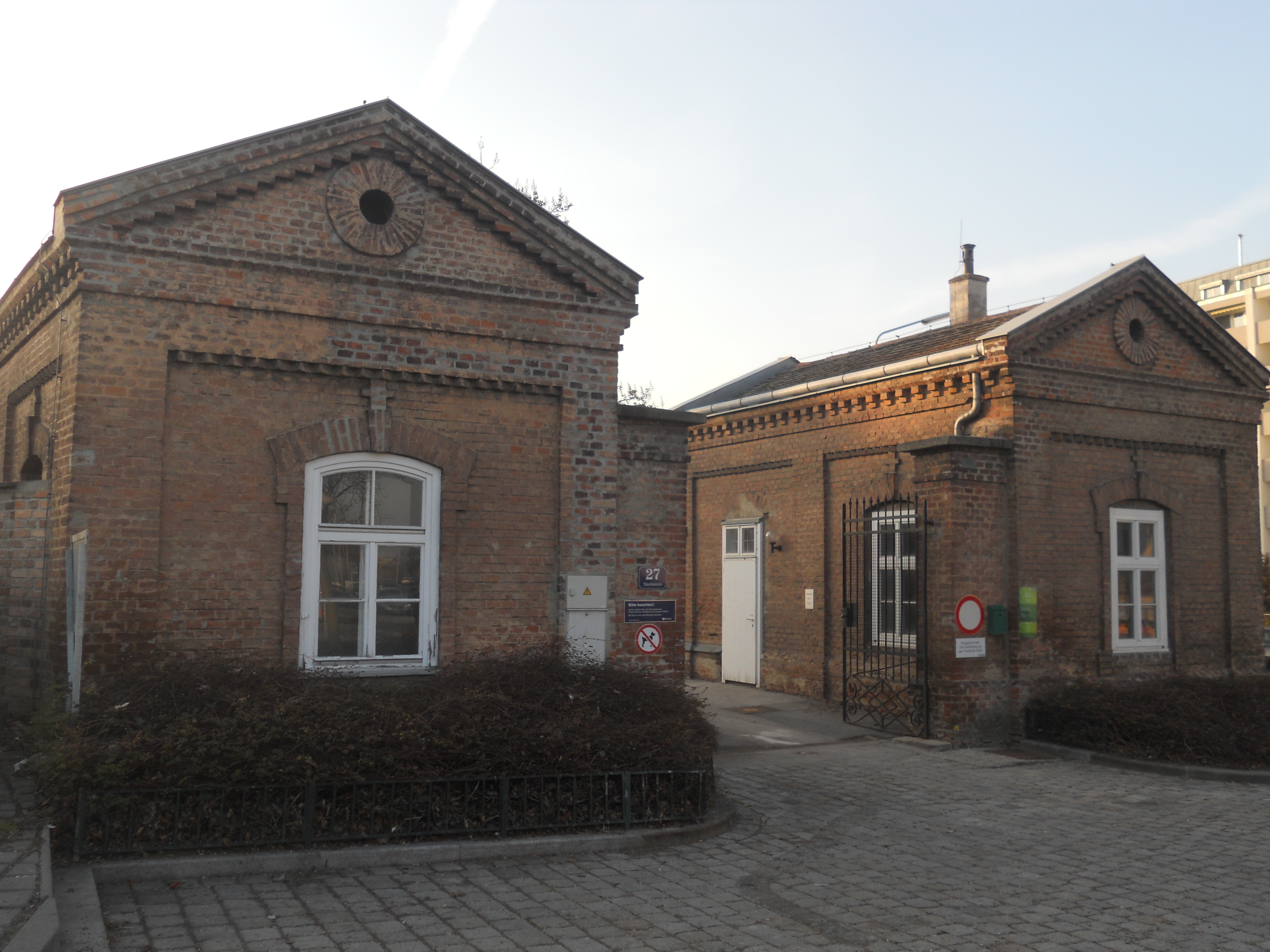
Eingangsgebäude zum Kaiserebersdorfer Friedhof

| Name                           | Bezirk           | Größe in m² | Grab- stellen | Grabstellen pro m² | Gewidmete Gräber1) | Eröffnet |
| ------------------------------ | ---------------- | ----------- | ------------- | ------------------ | ------------------ | -------- |
| Friedhof Oberlaa               | 10., Favoriten   | 33.737      | 4.679         | 0,14               | 1                  | 1833     |
| Feuerhalle Simmering           | 11., Simmering   | 215.383     | 46.279        | 0,21               | 72                 | 1922     |
| Kaiserebersdorfer Friedhof     | 11., Simmering   | 12.060      | 1.135         | 0,09               | 2                  |          |
| Simmeringer Friedhof           | 11., Simmering   | 56.955      | 7.994         | 0,14               | 4                  |          |
| Wiener Zentralfriedhof         | 11., Simmering   | 2.500.000   | 330.000       | 0,13               | 969                | 1874     |
| Altmannsdorfer Friedhof        | 12., Meidling    | 3.807       | 583           | 0,15               | –                  | 1784     |
| Hetzendorfer Friedhof          | 12., Meidling    | 7.583       | 1.100         | 0,15               | 2                  | 1784     |
| Meidlinger Friedhof            | 12., Meidling    | 129.811     | 18.095        | 0,14               | 42                 | 1862     |
| Südwestfriedhof                | 12., Meidling    | 241.828     | 25.671        | 0,11               | 6                  | 1921     |
| Hietzinger Friedhof            | 13., Hietzing    | 97.175      | 11.207        | 0,12               | 111                | 1787     |
| Lainzer Friedhof               | 13., Hietzing    | 7.248       | 993           | 0,14               | 3                  | 1876     |
| Ober-St.-Veiter Friedhof       | 13., Hietzing    | 35.886      | 4.655         | 0,13               | 14                 | 1876     |
| Baumgartner Friedhof           | 14., Penzing     | 236.362     | 33.339        | 0,14               | 23                 | 1874     |
| Friedhof Hadersdorf-Weidlingau | 14., Penzing     | 12.868      | 1.884         | 0,15               | 6                  | 1875     |
| Hütteldorfer Friedhof          | 14., Penzing     | 49.510      | 4.652         | 0,09               | 9                  | 1811     |
| Ottakringer Friedhof           | 16., Ottakring   | 173.461     | 27.552        | 0,16               | 44                 |          |
| Dornbacher Friedhof            | 17., Hernals     | 44.047      | 4.778         | 0,11               | 19                 | 1883     |
| Hernalser Friedhof             | 17., Hernals     | 161.019     | 21.864        | 0,14               | 29                 | 1872     |
| Gersthofer Friedhof            | 18., Währing     | 31.714      | 4.590         | 0,14               | 7                  | 1880     |
| Neustifter Friedhof            | 18., Währing     | 150.851     | 14.835        | 0,10               | 40                 | 1880     |
| Pötzleinsdorfer Friedhof       | 18., Währing     | 5.544       | 725           | 0,13               | 7                  | 1785     |
| Döblinger Friedhof             | 19., Döbling     | 49.981      | 6.853         | 0,14               | 67                 | 1885     |
| Grinzinger Friedhof            | 19., Döbling     | 45.265      | 5.095         | 0,11               | 48                 | 1830     |
| Heiligenstädter Friedhof       | 19., Döbling     | 20.315      | 2.655         | 0,13               | 10                 | 1873     |
| Sieveringer Friedhof           | 19., Döbling     | 37.152      | 5.299         | 0,14               | 9                  | 1885     |
| Groß-Jedlersdorfer Friedhof    | 21., Floridsdorf | 58.138      | 6.898         | 0,12               | 2                  | 1885     |
| Jedleseer Friedhof             | 21., Floridsdorf | 55.994      | 8.448         | 0,15               | 2                  | 1873     |
| Friedhof Stammersdorf-Ort      | 21., Floridsdorf | 8.217       | 984           | 0,12               | 3                  | 1833     |
| Stammersdorfer Zentralfriedhof | 21., Floridsdorf | 192.970     | 23.034        | 0,12               | 5                  | 1903     |
| Leopoldauer Friedhof           | 21., Floridsdorf | 4.949       | 964           | 0,19               | 1                  |          |
| Strebersdorfer Friedhof        | 21., Floridsdorf | 31.722      | 1.387         | 0,04               | –                  | 1878     |
| Asperner Friedhof              | 22., Donaustadt  | 89.564      | 6.217         | 0,07               | –                  | 1892     |
| Breitenleer Friedhof           | 22., Donaustadt  | 11.987      | 1.141         | 0,10               | –                  | 1909     |
| Esslinger Friedhof             | 22., Donaustadt  | 22.649      | 1.792         | 0,08               | –                  |          |
| Friedhof Hirschstetten         | 22., Donaustadt  | 5.959       | 755           | 0,13               | 1                  | 1872     |
| Kagraner Friedhof              | 22., Donaustadt  | 55.781      | 8.175         | 0,15               | 3                  | 1887     |
| Stadlauer Friedhof             | 22., Donaustadt  | 14.788      | 2.399         | 0,16               | –                  | 1875     |
| Süßenbrunner Friedhof          | 22., Donaustadt  | 5.053       | 409           | 0,08               | –                  | 1893     |
| Atzgersdorfer Friedhof         | 23., Liesing     | 39.282      | 3.283         | 0,08               | –                  | 1825     |
| Erlaaer Friedhof               | 23., Liesing     | 4.651       | 632           | 0,14               | –                  | 1869     |
| Friedhof Liesing               | 23., Liesing     | 47.272      | 4.305         | 0,09               | 7                  | 1784     |
| Friedhof Mauer                 | 23., Liesing     | 49.378      | 5.914         | 0,12               | 6                  | 1867     |
| Friedhof Rodaun                | 23., Liesing     | 12.029      | 1.453         | 0,12               | –                  | 1783     |
| Friedhof Siebenhirten          | 23., Liesing     | 8.511       | 996           | 0,12               | –                  |          |
| Inzersdorfer Friedhof          | 23., Liesing     | 95.056      | 11.426        | 0,12               | 1                  |          |
| Kalksburger Friedhof           | 23., Liesing     | 7.658       | 810           | 0,11               | 4                  | 1892     |

1) Anzahl der von der Stadt Wien gewidmeten Gräber

## Derzeit genutzte konfessionelle Friedhöfe
- Evangelischer Friedhof Matzleinsdorf
- Evangelischer Friedhof Simmering, siehe Wiener Zentralfriedhof
- Islamischer Friedhof Wien
- Jüdischer Friedhof Simmering, siehe Wiener Zentralfriedhof
- Kahlenberger Friedhof
- Pfarrfriedhof Kahlenbergerdorf
- Pfarrfriedhof Nussdorf
- Pfarrfriedhof Penzing

## Friedhöfe, die nicht mehr belegt werden

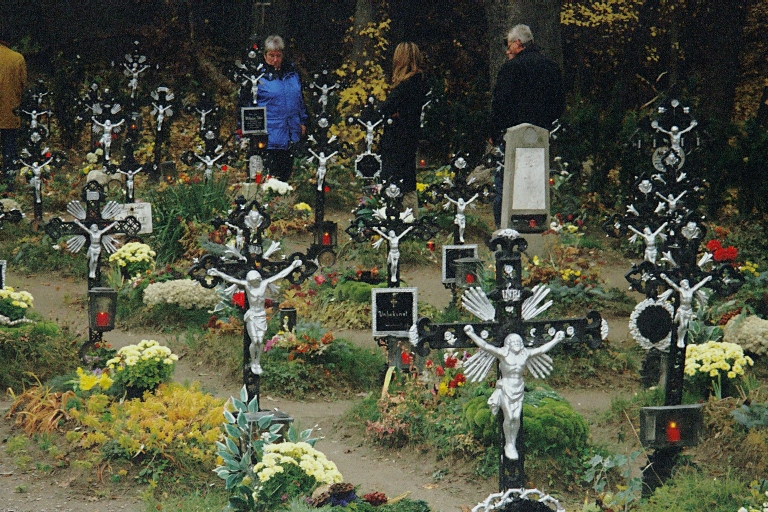
Friedhof der Namenlosen

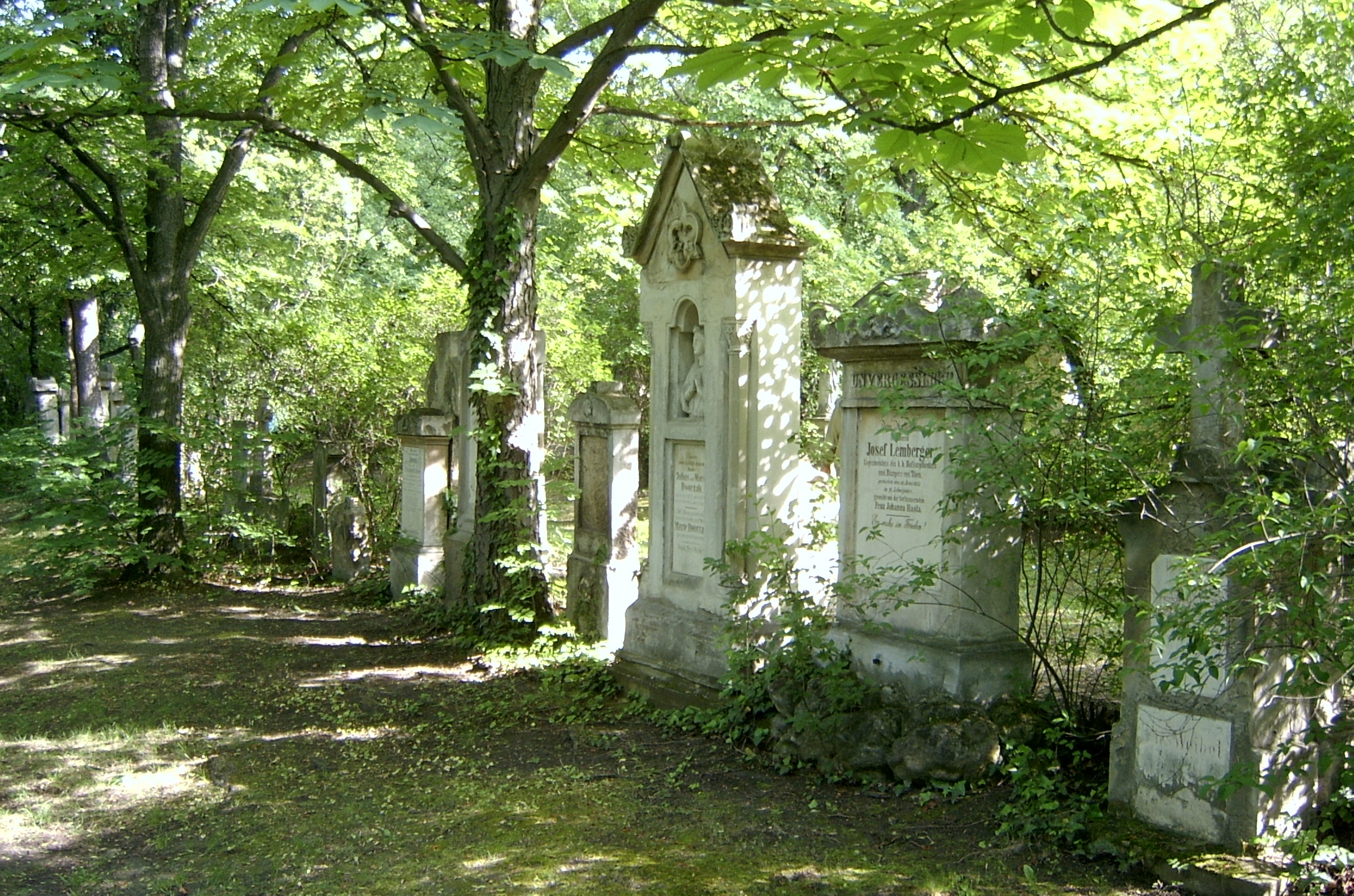
Sankt Marxer Friedhof

- Friedhof der Namenlosen (vom Wiener Hafen[3] betreut)
- Jüdischer Friedhof Rossau
- Jüdischer Friedhof Floridsdorf
- Jüdischer Friedhof Währing
- Sankt Marxer Friedhof (von der MA 42 (Wiener Stadtgärten), der MA 7 (Kultur) und vom Wiener Altstadterhaltungsfonds betreut)

## In Parks umgewandelte Friedhöfe
- Allgemeiner Währinger Friedhof, siehe Währinger Park
- Döblinger Ortsfriedhof, siehe Strauß-Lanner-Park
- Donaufelder Friedhof, siehe Hans-Hirsch-Park
- Hundsturmer Friedhof, siehe Haydnpark
- Katholischer Leichenhof Matzleinsdorf, siehe Waldmüllerpark
- Ober-Sankt-Veiter Ortsfriedhof, siehe Streckerpark
- Schmelzer Friedhof, siehe auch Märzpark
- Währinger Ortsfriedhof, siehe Währinger Schubertpark

## Verbaute Friedhofsareale
Die einstigen Friedhöfe rund um Kirchen wurden größtenteils verbaut oder großzügiger Platzgestaltung geopfert. Beispiel dafür ist die Virgilkapelle unter dem Stephansplatz, ein Relikt des Friedhofs, der den Stephansdom jahrhundertelang umgab. Die Kapelle wurde mehr als 200 Jahre nach der Auflassung und Zuschüttung 1973 bei U-Bahn-Bauarbeiten wiederentdeckt. Ein anderes Beispiel heute nicht mehr erkennbarer, von städtischer Verbauung erfasster ehemaliger Friedhöfe ist der Soldatenfriedhof Gumpendorf.

## Tierfriedhof

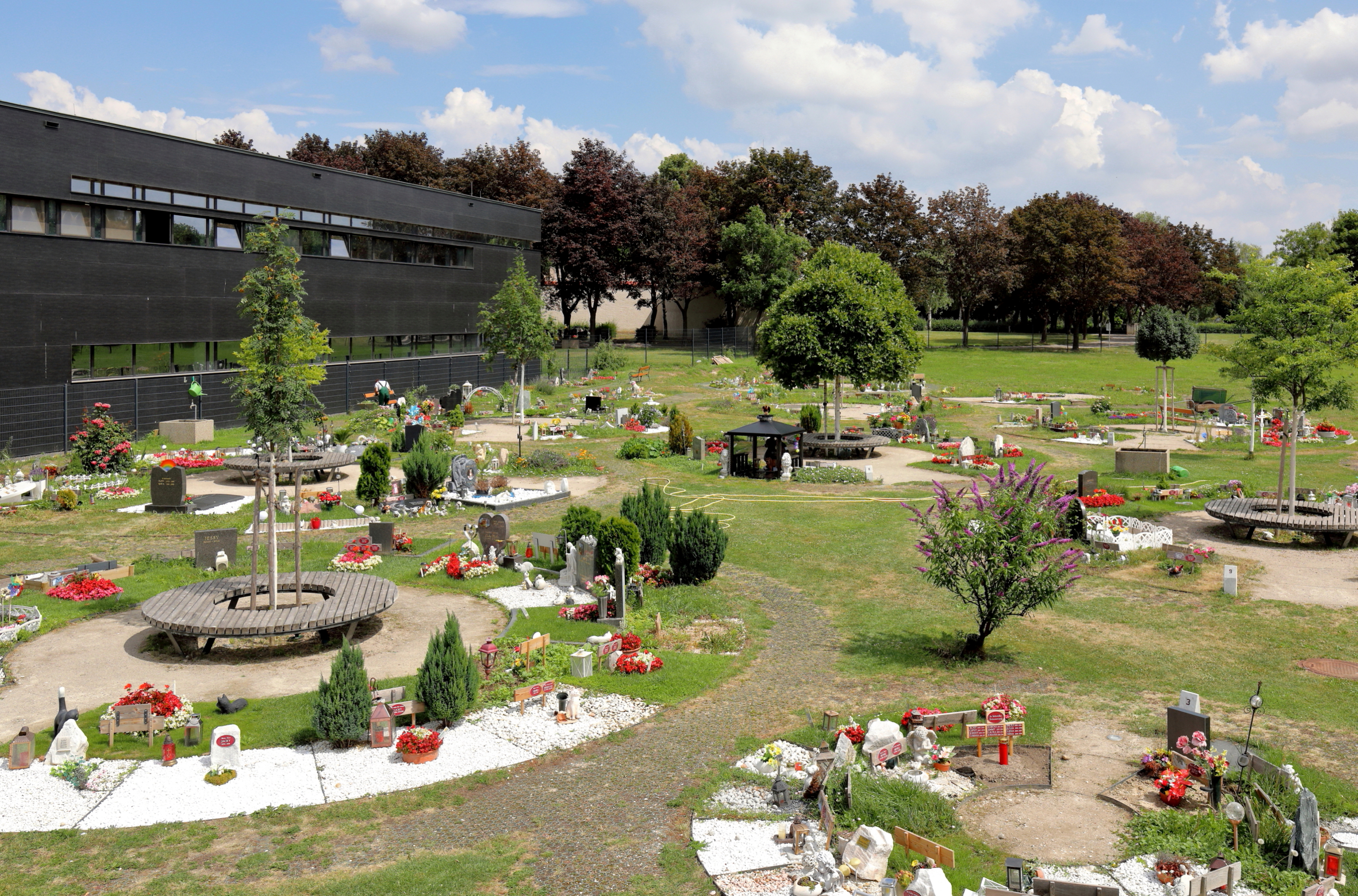
Wiens erster und einziger Tierfriedhof gegenüber dem Haupttor (Tor 2) des Zentralfriedhofes in der Anton-Mayer-Gasse in Simmering

2011 wurde Wiens erster und einziger Tierfriedhof eröffnet. Auf 2.500 m² befinden sich in kreisförmigen Gräberfeldern insgesamt mehrere hundert Erdgräber und Urnengräber.
Er wird von der „Tierfriedhof Wien GmbH“ betrieben. Diese gehört zu 85 % zur gemeindeeigenen B&F Wien – Bestattung und Friedhöfe GmbH und zu 15 % die „Reiwag Gebäudeservice GmbH“.

## Spezielles
Den Wienern wird gelegentlich ein spezielles Verhältnis zum Tod attestiert, weil Beobachtern intensive Begräbnis- und Friedhofsrituale auffallen. 1949 wurden Trevor Howard (als Holly Martins) und Alida Valli (als Anna Schmidt) am Schluss des berühmt gewordenen Films „Der dritte Mann“ von Graham Greene und Carol Reed in einer Szene auf dem Zentralfriedhof gezeigt. Georg Kreisler und Topsy Küppers brachten 1969 die LP „Der Tod, das muss ein Wiener sein“ heraus. Wolfgang Ambros beschrieb 1975 in seinem Lied Es lebe der Zentralfriedhof eine nächtliche Feier der ersten hundert Jahre des 1874 eröffneten Friedhofs. Der Spiegel veröffentlichte 2007 einen Artikel über die Donau-Nekropole Wien.